# The Crew
The Crew — компьютерная игра в жанре аркадной гонки, разработанная Ivory Tower совместно с Ubisoft Reflections и изданная Ubisoft. 13 августа 2014 года было объявлено о выходе на Xbox 360. 2 декабря игра поступила в продажу для Xbox One, PlayStation 4 и Windows.
31 марта 2024 года компания Ubisoft сообщила, что отключает серверы игры The Crew.

## Игровой процесс
Одиночная игра включает в себя двадцатичасовую кампанию. Миссии можно проходить одному, с друзьями, либо с онлайн-игроками, однако даже при прохождении одиночной кампании игра требует подключение к Интернету. Многопользовательский режим позволит игрокам создавать собственные команды для выполнения онлайн-гонок и других задач.
Ключевой особенностью игры является открытый мир, в качестве которого использована несколько упрощённая цифровая модель США, уменьшенная примерно в 35 раз. Главный операционный директор студии Ivory Tower Ахмед Букелифа рассказал, что общая протяжённость дорог в игре составляет 10 тысяч километров. Весь игровой мир состоит из 5 регионов со своими столицами, каждый из которых открывается по мере прохождения:
- Восточное побережье (столица — Нью-Йорк);
- Юг (Майами);
- Центральная Америка (Детройт);
- Горная местность (Лас-Вегас);
- Западное побережье (Лос-Анджелес).

Вместе с ними будет появляться доступ и к новым машинам и элементам геймплея:
Мы работали над этой проблемой около года. Было трудно не только с технической, но и с геймплейной стороны. Какого размера должен быть мир, чтобы он был интересен? Мы сразу подумали: «Большим». Вместе с тем, нам не хотелось делать так, чтобы пользователь часами пересекал одну пустыню и быстро уставал от проекта. Я считаю, что нынешний размер The Crew является идеальным
Джулиан Герайти, исполнительный директор The Crew, назвал игру ролевой с элементами массовой многопользовательской онлайн-игры.

## Разработка
Среди членов команды Ivory Tower, разрабатывавшей игру, были в том числе бывшие работники Eden Games, Ubisoft Reflections поддерживала разработчиков.

## Отзывы
| Сводный рейтинг       | Сводный рейтинг                        |
| Агрегатор             | Оценка                                 |
| --------------------- | -------------------------------------- |
| GameRankings          | (XONE) 59,57 % (PS4) 58,73 %           |
| Metacritic            | (PC) 71/100 (PS4) 61/100 (XONE) 64/100 |
| Русскоязычные издания |                                        |
| Издание               | Оценка                                 |
| PlayGround.ru         | 8/10                                   |
| Riot Pixels           | 68 %                                   |

## Продолжение
В мае 2017 года Ubisoft анонсировал продолжение — The Crew 2. Оно было выпущено во всем мире 29 июня 2018 года для Windows, PlayStation 4 и Xbox One. В продолжении гараж транспортных средств расширился и включил самолёты, лодки, мотоциклы и квадроциклы.